# Dreißigstamt in Kaisersteinbruch

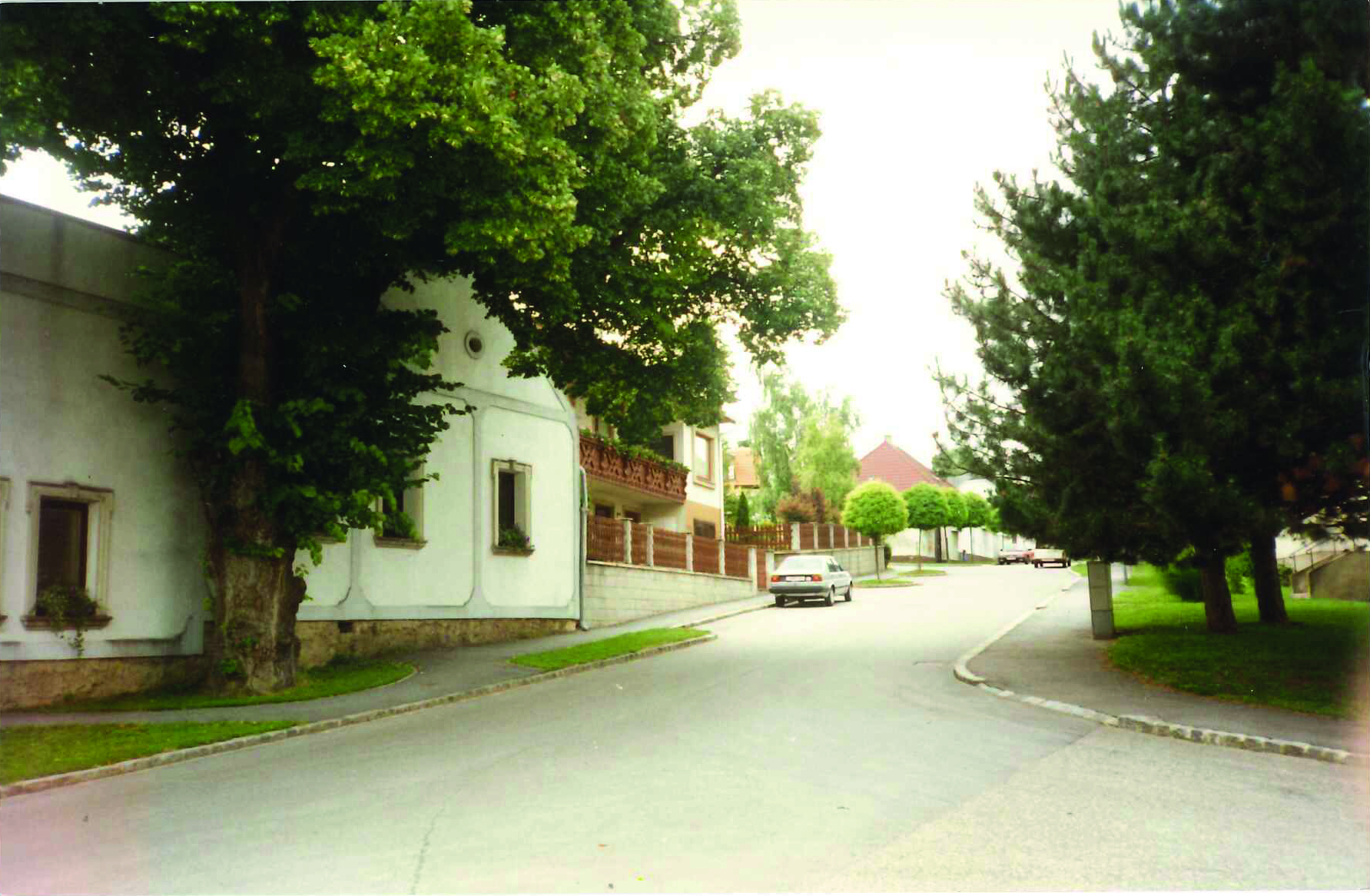
Kaisersteinbruch Hauptstrasse li. ehem. Dreißigstamt

Das Dreißigstamt in Kaisersteinbruch wurde am 14. August 1708 errichtet als Maut- und Zollstationen entlang der Grenze zwischen Österreich unter der Enns und Steiermark  einerseits und Ungarn andererseits.

## Geschichte
Die Zollstationen wurden nach alter ungarischer Tradition als Dreißigstämter bezeichnet. Der Name „Dreißigst“ kam von der ursprünglichen Einhebung vom „dreißigsten Teil“ des Wertes einer Ware als Zollgebühr. Die Zollbeamten erhielten deshalb den Namen „Dreißiger“, Dreißigstbeamter, Oberdreißiger, Dreißigstgegenhandler usw. Die Beamten entstammten meist ungarischen Edelleuten, waren ehemalige ungarische Offiziere oder Söhne bürgerlicher Patrizier.
In dem entlegenen, von ungarischer Seite nur schwer zugänglichen Ort, lockte die Konjunktur des Steinmetzgewerbes auch andere Wirtschaftszweige an. Kaisersteinbruch wurde Ende des 17. Jahrhunderts zu einem Umschlagplatz für Grenzschmuggel, weshalb schließlich eine Filialstation des königlichen Dreißigstgrenzzolles eingerichtet wurde. Am Markttag brachte eine Zählung der Herrschaft im Schloss Königshof 56 Handwerker und Kaufleute in Kaisersteinbruch. Die besondere Lage als Grenzort ermöglichte den schwungvollen Handel, bei dem Schmuggelware angeboten wurde. Auch deswegen wurde ein Dreißigstamt errichtet, um diese Entwicklung in den Griff zu bekommen
→ Salva Guardia-Privilegium für Kaisersteinbruch
In einer vom 27. August 1696 datierten Verordnung der ungarischen Hofkammer an das Dreißigstamt zu Hof am Leithaberge wird neuerlich darauf hingewiesen, dass die Kaisersteinbrucher für ihre Steine unverweilt den Zoll zu zahlen haben und das Stift Heiligenkreuz dafür verantwortlich zu machen ist, dass derselbe auch tatsächlich und rechtzeitig bezahlt werde. Da aber auch das nun folgende schärfere Vorgehen des Stiftes und auch die Einkerkerung einiger Widerspenstiger nichts fruchtete, unterbreitete das Stift der Ungarischen Hofkammer den Antrag, man möge hier selbst solch ein „Dreißigstamt“ errichten. Dies geschah durch Abt Gerhard Weixelberger am 5. Juli 1705.

## Eigenes Dreißigstamt für den kayserlichen Steinbruch 1708
Dieses Dreißigstamt, aus lauter schwerbewaffneten Zollwachmannschaften bestehend, wurde am 14. August 1708 im Hause Kaisersteinbruch mit Konskriptions-Nr. 4 errichtet, wo sich heute noch an der Zimmerdecke ein Adler befindet, eine Erinnerung an dieses Amt. Der ganze Trupp dieser Zollwache musste von der Gemeinde gut untergebracht, reichlich verpflegt und in all ihren Sonderwünschen befriedigt werden. Diese Aktion hat nebst hohen Geld- und Kerkerstrafen ein Todesopfer gefordert.
Der Dreißiger musste Lesen und Schreiben beherrschen. Im Bereich der Herrschaft Scharfenegg sowie in den benachbarten Komitaten Preßburg, Ungarisch Altenburg und Ödenburg war die Kenntnis von drei Sprachen (deutsch, ungarisch, kroatisch) Grundbedingung für eine Aufnahme. Um 1680 bis 1700 waren von den Dreißigstbeamten 80 Prozent Deutsche, 10 Prozent Kroaten, 5 Prozent Ungarn und 5 Prozent Italiener. Hauptsitz der Dreißiger auf dem Gebiet der Herrschaft Scharfenegg war Hof am Leithaberge mit je einer Filiale in Sommerein und Mannersdorf.
Tag und Nacht muß der Dreißiger ... alle 9 Weg und Prugken bewachen ... und Verschwärzung ... (Verrat der Kontrollgänge) ... vorhalten. Das Dreißigstamt konnte wegen der Kälte in der Nacht nicht jederzeit Wacht bestellen. Als Abnehmer des Schmuggelgutes kamen Geschäftsleute zu den Grenzübergängen. Ein Dreißigstbeamter schrieb ... im Markt Hungarisch Steinbruch, Sommerein und Mannersdorf (sind) viel Handels Leuth, Christen und Juden, wälscher und teutscher Nation, welche Waren von den Wienern und städtischen Handelsleuten ablösen, mit Gewürz, Leder, Polnischen Steinsalz, Seifen, Lichter, Eisen, und andere Sachen, in Ungarn und vieler außerhungarn Österreich Handeln ... und sich niemalen auf dem Dreißigstamt anmelden.

## Dreißiger und deren Kontrollore in Kaisersteinbruch
- Georg Wagner, königlicher Dreißiger, Hauskauf 1630
- Emmerich Pongratz, 1711
- Jacob de Grandi, nobilitierter Herr Dreißiger, † 1740
- Carl Mayr, 1744
- Johann Georg Bachmayer, königlicher Gegenschreiber (Kontrollor) des Dreißigers, 1750
- Anton Salomon, Dreißigstgegenhandler, 1753
- Martin Klempay, 1768
- Paul Wiedenhofer, 1770
- Joseph Ricker, 1787
- Johann Nepomuk Molnár, 1798
- Adam Schreyer, Dreißigst-Aufseher 1798
- Johann von Mellers, 1801
- Anton Pölzelbauer, Aufseher im Dreißigstamt, 1801